# ويليام فلين مارتن
ويليام فلين مارتن (بالإنجليزية: William Flynn Martin) (و. 1950 – م) هو من الولايات المتحدة الأمريكية. هو عضوٌ في الحزب الجمهوري.

## التعليم
تعلم في كلية وارتون لإدارة الأعمال، ومعهد ماساتشوست للتكنولوجيا.